# Drewry Point Park
Drewry Point Park är en park i Kanada.   Den ligger i provinsen British Columbia, i den södra delen av landet, 3 100 km väster om huvudstaden Ottawa. Drewry Point Park ligger 619 meter över havet. Den ligger vid sjön Kootenay Lake.
Terrängen runt Drewry Point Park är bergig västerut, men österut är den kuperad. Runt Drewry Point Park är det mycket glesbefolkat, med 2 invånare per kvadratkilometer..